# Tellervo (namn)
Tellervo är ett finskt förnamn. Tellervos namnsdag i den finskspråkiga kalendern är 13 april.

## Personer med namnet Tellervo
- Tellervo Hakkarainen
- Tellervo Kalleinen, finländsk konstnär
- Tellervo Koivisto
- Tellervo Maria Koivisto
- Tellervo Laurila
- Tellervo Ravila
- Tellervo Renko
- Tellervo Tapionlinna
- Tellu Turkka

## Övrigt
- Tellervo, staty av Yrjö Liipola från 1928 i Trekanten, Helsingfors